# Mezinárodní prostor

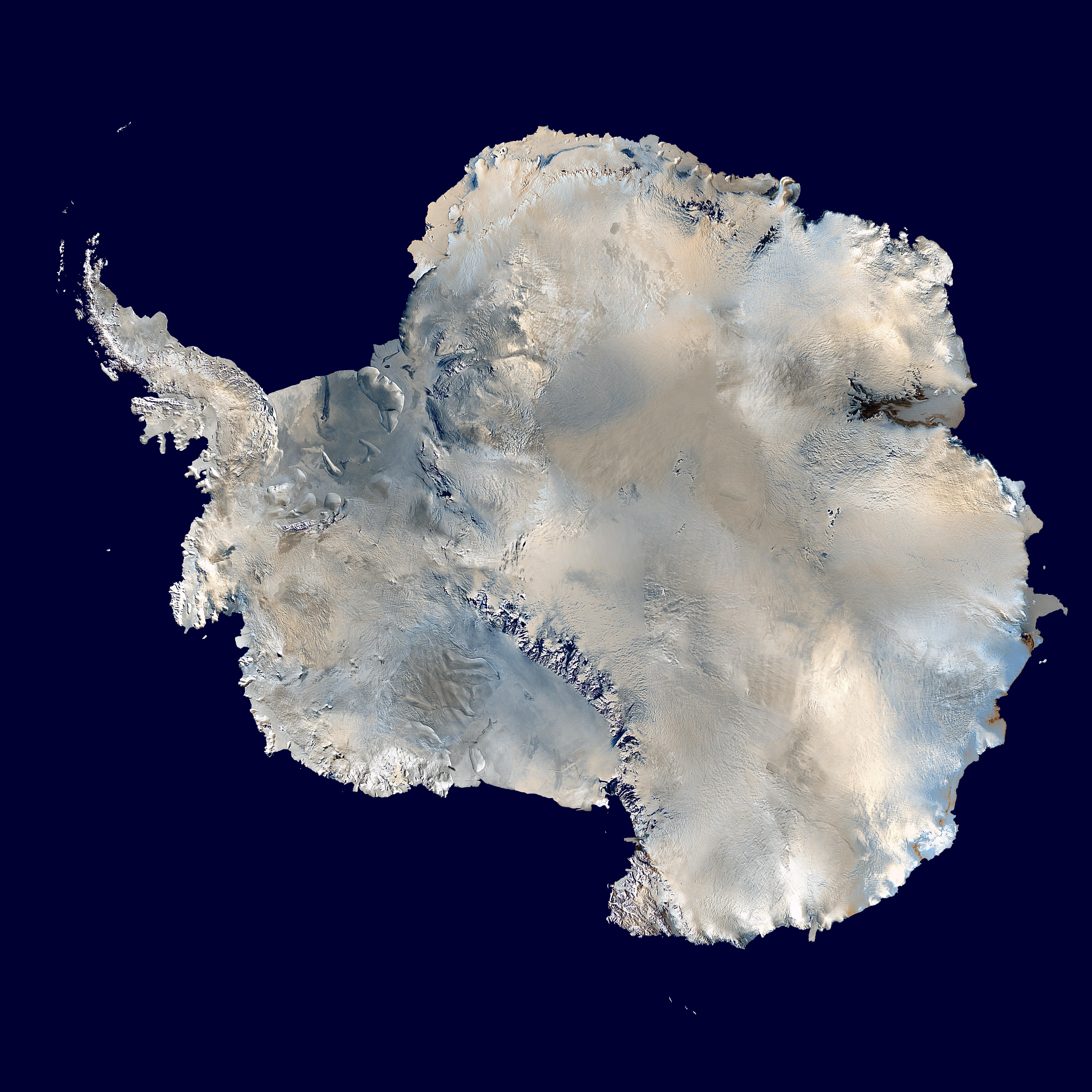
Antarktida, 2006

Mezinárodní prostor je oblast, která nepodléhá suverenitě žádného státu na základě mnohostranné mezinárodní dohody o společné správě a využívání tohoto území.

## Mezinárodní vody
Mezinárodním prostorem je volné moře, tedy oblast zcela mimo jurisdikci pobřežního státu, stejně jako mořské dno a podloží a rovněž vzdušný prostor nad ním. Žádný stát nemůže nad touto oblastí vyhlásit svou svrchovanost. Práva a povinnosti států jsou definována v Úmluvě Organizace spojených národů o mořském právu. Na osoby v tomto prostoru, které se nacházejí na palubě dopravního prostředku (lodi, letadla) se zpravidla vztahují trestní zákony země, ve které je registrován.

## Antarktida
Přestože v minulosti existovaly územní nároky některých států na antarktická území, na základě smlouvy z roku 1961 jsou pozastaveny a je zakotvena povinnost mírové vědecké spolupráce, a zákaz vojenského využití jakékoliv části Antarktidy. Výslovně jsou pak zakázány jakékoli jaderné výbuchy, jakož i zneškodňování radioaktivního odpadového materiálu. Rovněž je zakázáno vyhledávání, průzkum a těžba nerostných zdrojů mimo vědeckého výzkumu. Vstup do Antarktidy a provádění činností zde je podmíněno povolením příslušných úřadů (například v ČR je k tomu příslušné Ministerstvo životního prostředí).

## Kosmický prostor
Kosmický prostor a kosmická tělesa jsou spravovány podle tzv. kosmické smlouvy z roku 1967. Smlouva zakazuje smluvním státům umísťovat jaderné zbraně a jiné zbraně hromadného ničení na oběžnou dráhu Země, na Měsíc nebo na jiná nebeská tělesa. Využití Měsíce a dalších nebeských těles vyhrazuje pouze pro mírové účely a výslovně na nich zakazuje budování vojenských základen, provádění vojenských manévrů nebo testování jakýchkoli zbraní. Rovněž si žádný stát nemůže kosmický prostor přivlastnit. Obdobně jako na volném moři, i v kosmu si stát, ve kterém je registrován dopravní prostředek, zachovává jurisdikci nad jeho posádkou.
Za hranici mezi vzdušným prostorem státu a mezinárodním kosmickým prostorem je zpravidla považována Kármánova hranice ve výšce 100 km.

## Zvláštní případy
Zvláštním případem mezinárodního prostoru jsou tranzitní oblasti na mezinárodních letištích a přístavech, kde nastává z hlediska některých zákonů právní fikce, že cestující v této zóně se nacházejí mimo území daného státu. Nicméně o území mimo svrchovanost státu se nejedná.
Podle nerealizovaného plánu na rozdělení Palestiny z roku 1947 se měl Jeruzalém stát tzv. corpus separatum, tedy mezinárodním územím pod správou OSN, vyjmuté z jurisdikce jak izraelského tak palestinského státu. Obdobný status mělo také Svobodné území Terst.